# Leland (Iowa)
Pour les articles homonymes, voir Leland.
Leland est une ville américaine située dans le comté Winnebago, dans l'État de l'Iowa. D'après le recensement des États-Unis de 2010, sa population est de 289 habitants.
Nommée en l'honneur de l'un de ses fondateurs, John D. Leland, la ville devient une municipalité ayant le statut de « city » en 1894.